# دو تپه کوچک بدون نام تپه باکون الف
دو تپه کوچک بدون نام تپه باکون الف مربوط به دوران پیش از تاریخ ایران باستان است و در شهرستان مرودشت، ۲ کیلومتری جنوب تخت جمشید واقع شده و این اثر در تاریخ ۱۸ تیر ۱۳۱۱ با شمارهٔ ثبت ۱۸۹ به‌عنوان یکی از آثار ملی ایران به ثبت رسیده است.